# Yushu (cheval)
Vous lisez un « bon article » labellisé en 2016.
Pour un article plus général, voir Poney tibétain.
Pour les articles homonymes, voir Yushu.
Le Yushu (chinois simplifié : 玉树马 ; chinois traditionnel : 玉樹馬 ; pinyin : Yùshùmǎ, soit « cheval de Yushu ») est une race chevaline originaire de la préfecture autonome tibétaine de Yushu au Tibet, administrativement située dans le Qinghai, en Chine. Variété locale du poney tibétain, il présente une taille moyenne et forme l'une des rares races de chevaux à posséder le gène Champagne parmi ses ressources génétiques. Son élevage est découragé par les autorités chinoises dans les années 1990. Apte à la selle, le Yushu est adapté à son environnement de hauts plateaux. Il a fait l'objet de plusieurs études sur sa diversité génétique et la composition de son sang. La race est devenue rare de nos jours, bien qu'elle ne soit pas considérée comme menacée par la FAO. Elle est mise à l'honneur chaque année lors d'un grand festival équestre, qui attire des milliers de spectateurs.

## Histoire
La race est aussi connue sous les noms de gaoyuan, geji, et gejhua.
Le Yushu est originaire des montagnes de la région du même nom, il s'agit du « cheval local ». D'après l'ethnologue et explorateur français Michel Peissel, la race a reçu son nom des Chinois. Le ministère de l'agriculture situé à Pékin étudie ses qualités dans les années 1990. Malgré l'enthousiasme relatif de ce rapport, en particulier pour ce qui concerne sa capacité de production de viande, la race Yushu est décrite comme n'étant pas une source de nourriture désirable dans la Chine moderne. Le rapport précise que les Tibétains devraient être encouragés à cesser l'élevage de cette race de chevaux au profit du yak.
Les autorités chinoises incluent à la race Yushu le cheval de Nangchen décrit par Michel Peissel.

## Description
Il s'agit d'une variété locale du poney tibétain,,. D'après la FAO, le Yushu toise 1,26 m en moyenne, et présente un petit corps étroit. Le guide Delachaux indique une moyenne d'1,30 m chez les femelles et 1,31 m chez les mâles. Adapté à son environnement de plateaux, il peut vivre jusqu'à 4 500 m d'altitude. Il se rencontre plus généralement à une altitude située entre 3 000 et 4 000 m.

### Morphologie
Il est généralement plus petit que les chevaux du Nord du Tibet. Sa tête est assez large, avec un profil rectiligne, de grands yeux et des oreilles courtes. L'encolure est portée plutôt bas. Le poitrail est large, la croupe courte, avec une légère inclinaison. Les membres, solides, sont terminés par des sabots durs. Crinière et queue sont bien fournies.

### Robe
La robe est généralement unie, les plus communes sont le bai et le gris. Le pangaré est fréquent. Les robes noires, alezanes, louvettes, isabelle et palomino sont plus rares.
La première étude chinoise consacrée au gène champagne, un gène de robe particulièrement rare, a été menée sur des chevaux Yushu et Debao en 2013. Ce gène donne notamment des yeux noisette et une peau marbrée. La diversité d'haplotypes des chevaux Yushu portant le gène champagne est basse. La présence d'une mutation à l'origine de ce gène de robe a été mise en évidence, mais la cause de cette mutation reste inconnue.

### Diversité et appartenance génétique
Les études génétiques ont permis de déterminer l'appartenance de cette race au groupe des chevaux du Qinghai et du plateau du Tibet, dont le Yushu fait partie avec le Hequ, le Datong et le Chaidamu,. Il présente notamment un allèle, dit « T », qui n'est présent que chez les races Hequ, Chakouyi, Datong et Yanji.
La race a fait l'objet de différentes analyses sur son sang : une en 1996, une en 2000 et une autre en 2008. L'analyse de polymorphisme génétique d'estérase sérique a démontré cinq phénotypes différents de l'estérase contrôlés par trois allèles. Une autre analyse génétique a démontré qu'elle ne possède pas l'haplotype B, propre aux races de chevaux du Sud de la Chine. La diversité génétique du Yushu a été comparée avec celle du poney Debao, révélant qu'elle est moins bonne que chez ce dernier (diversité d'haplotypes à 0,4190 pour le Debao, contre 0,2228 pour le Yushu). Par conséquent, la race souffre de consanguinité.

## Utilisations
La base de données DAD-IS ne signale pas quelle est l'utilisation habituelle de cette race de chevaux. Cependant, la race est décrite comme appropriée à la monte, avec une excellente capacité à se déplacer en altitude, y compris sur des terrains marécageux, des prairies ou des terrains rocheux. Elle sert vraisemblablement au bât et pour le transport.
Le cheval est mis à l'honneur pendant le festival annuel du cheval de Yushu, l'un des plus grands du Tibet, qui mêle courses, danses et archerie montée. L'organisation du festival est annulée en 2010 et pendant plusieurs années à cause des conséquences du séisme de 2010, mais il a depuis repris. L'édition 2016 du festival, en février, a rassemblé plusieurs dizaines de milliers de spectateurs. De nos jours, les festivals de chevaux sur le plateau tibétain ne représentent pas seulement des prouesses équestres. Ils ont aussi des objectifs de propagande politique de la part des autorités chinoises au Tibet et à l'étranger, pour affirmer que la culture traditionnelle tibétaine est en plein essor, contrairement à ce que le dalaï-lama et d'autres critiques affirment.

## Diffusion de l'élevage
La race est propre à la préfecture autonome tibétaine de Yushu, administrativement dans la province de Qinghai. En 1980, 60 000 chevaux Yushu sont répertoriés pour la FAO. La race n'est désormais plus si fréquente : en 2005, 35 100 sujets sont répertoriés.
En 2014, une étude menée sur l'élevage dans cette région a permis de comptabiliser la présence de 3 260 personnes pour 34 407 yaks, 11 557 moutons tibétains et seulement 522 chevaux, ce qui fait que les chevaux n'y représentent plus qu'1,12 % des animaux d'élevage. La sédentarisation croissante des nomades Tibétains de la région de Yushu est également à prendre en compte. D'après l'évaluation de la FAO réalisée en 2007, ce cheval n'est pas menacé d'extinction, de même que d'après l'étude de l'université d'Uppsala (2010), qui classifie le Yushu comme une race locale asiatique non menacée d'extinction.